# Улица војводе Добрњца (Београд)
| Улица војводе Добрњца | Улица војводе Добрњца |
| --------------------- | --------------------- |
|                       |                       |
| Општина               | Стари Град, Палилула  |
| Почетак               | Таковска 43           |
| Крај                  | Венизелосова улица    |
| Дужина                | 505 m                 |
| Ширина                | 15 m                  |
| Створена              | 1872                  |
| Названа               | 1896                  |
| Стари називи          | Миријевска            |
|                       |                       |
|                       |                       |
| Улица војводе Добрњца |                       |

Улица војводе Добрњца  налази се  на београдским општинама: Општини Стари град и Палилули и протеже се правцем од Таковске до Венизелосове улице и пресеца Булевар деспота Стефана. 

## Име улице
Улица је добила назив још у 19. веку, тачније 1872. године по Петру Тодоровићу Добрњцукоји је  био војвода у Првом српском устанку. Мењала је једном назив. До 1896. године се звала Миријевска. Према катастру из 1940. године Војводе Добрњца  се пружала од Таковске до Књегиње Олге (данас Венизелосова).

## Суседне улице
- Таковска улица
- Венизелосова
- Булевар деспота Стефана
- Цариградска
- Шајкашка
- Будимска
- Богдана Тирнанића

## Занимљивости

### КафанаБлед
Кафана Блед је била на углу Војводе Добрњца и Будимске. Адреса је Будимска број 2. То је био дуговечан рибљи ресторан. Године 2018. враћена је старим власницима. На њеном месту данас се налази Пивница Жирафа.

### Огласи
- Оглас из 1936.
- Оглас за кобасичарску радњу из 1929.
- Оглас из 1939. године

## Галерија
- Натпис улице
- Улица војводе Добрњца
- Улица војводе Добрњца